# Rignano Flaminio
Rignano Flaminio ist eine Gemeinde in der Metropolitanstadt Rom in der italienischen Region Latium mit 10.083 Einwohnern (Stand 31. Dezember 2023). Sie liegt 48 Kilometer nördlich von Rom.

## Geographie
Rignano Flaminio liegt im vulkanischen Hügelland der historischen Landschaft der Falisker.

## Bevölkerung
| Jahr | Bevölkerung |
| ---- | ----------- |
| 1871 | 0906        |
| 1901 | 1220        |
| 1921 | 1416        |
| 1951 | 2292        |
| 1971 | 3199        |
| 1991 | 5809        |
| 2001 | 6857        |

## Politik
Ottavio Coletta wurde im Mai 2006 zum zweiten Mal zum Bürgermeister gewählt. Bei der letzten Wahl am 5. Juni 2016 wurde Fabio di Lorenzi zum neuen Bürgermeister bestimmt.

## Verkehr
Rignano Flaminio liegt an der Bahnstrecke Rom–Civita Castellana–Viterbo.